# Gerard Geldenhouwer
Gerard Geldenhouwer (1482-1542) (* Nijmegen, 1482 † Marburgo, 10 de Janeiro de 1542) foi humanista, teólogo luterano, poeta, reformador e historiador holandês. Foi educado na Escola de Latim em Deventer antes de se juntar aos agostinianos. Depois, estudou em Lovaina, onde escreveu suas primeiras publicações, dentre elas uma coleção de sátiras no estilo do Elogio da Loucura de Erasmo. Durante este período ele fez a revisão de várias obras de Erasmo e de Thomas More. Em 1517 foi coroado "poeta laureado" por Maximiliano I (1459-1519) Imperador do Sacro Império Romano-Germânico. Foi também professor de história e teologia da recém fundada Universidade de Marburgo, onde viveu até sua morte.

## Publicações
- Historia Batavica : Ex Optimis Qvibvsqve Avtoribvs / Autore Gerardo Geldenhaurio Nouiomago collecta. - Coloniae : Cervicornus, 1530. Digitalizado pela Universitäts- und Landesbibliothek Düsseldorf, publicada por Petrus Scriverius em 1690
- „Historia episc. Ultrajectinensium“
- „De situ Zeelandiae“, 1514
- „Pompa exequiarum Catholici regis Hispaniorum Ferdinandi“, 1516
- „Vita Philippi a Burgundia episc. Ultraject.“ 1529
- „Epistolae Erasmi“
- „Annotationes Erasmi“, 1529
- „Contra pseudo-evangelicos“
- „Lucubratiuncula de Batavorum insula“ (1520)
- „Satyrae octo ad verae religionis cultores“, 1515
- „De ingressu Philippi de Burgundia in ditionem suam“, 1517
- „Germania inferioris historia“, 1531 (obra publicada em 1585 junto com a "Descriptio Germaniae utriusque" de Willibald Pirckheimer (1470-1530)
- „Institutio scholae christianae“, Frankfurt, 1534
- „Germanicarum historiarum illustratio“, publicada postumamente em 1542 pelo impressor e publicador alemão Christian Egenolff, o Velho[3] (1502-1555)